# Джована Флетчър
Джована Флетчър (на английски: Giovanna Fletcher), родена Джована Фалконе (Giovanna Falcone; * 29 януари 1985) е английска писателка (на произведения в жанра любовен роман), актриса, блогърка, влогърка и телевизионна водеща. От 2019 г. води сериала The Baby Club по CBeebies. Печели 20-тото издание на реалити шоуто I'm a Celebrity...Get Me Out of Here! (Аз съм знаменитост... Измъкни ме от тук!).

## Ранен живот
Родена е на 29 януари 1985 г. в Есекс. Баща ѝ Марио е италианец, а майка ѝ Ким е англичанка. Има по-голяма сестра Джорджина и по-малък брат Марио Лоренцо – телевизионен персонаж.
На 13 г. започва да учи в училището за сценични изкуства „Силвия Янг“ (Sylvia Young Theatre School) в Лондон, където се запознава с бъдещия си съпруг Том Флетчър. След това продължава в Театрален колеж „Роуз Бръфорд“ (Rose Bruford College of Theatre and Performance) в Южен Лондон, където получава бакалавърска степен по театрално изкуство през 2006 г.

## Кариера

### Театрална дейност
През декември 2016 г. Флетчър прави своя професионален концертен дебют, пеейки на сцената на лондонския Уест Енд, в Театър Lyceum, в мюзикъла „Коледна песен“ на американския композитор Алън Менкън. През декември 2017 г. участва в музикалната продукция по романа на съпруга си Том Флечър The Christmasaurus заедно с него, сестра му актрисата Кари Хоуп Флетчър и музикантите Хари Джъд и Мат Уилис. През 2021 г. е обявено, че Флетчър ще играе Джени в пиесата „2:22: История за призраци“ (2:22: A Ghost Story).

### Телевизионна и филмова дейност
Екранните роли на Флетчър включват некредитираната роля в Рок радио, участието като гостенка на британското токшоу Loose Women, състезателка в британското телевизионно шоу All Star Mr & Mrs и водеща на The Baby Club по CBeebies. Има изяви в сутрешното телевизионно шоу по Ай Ти Ви Lorraine от 2015 г., включително и като водеща на сегмента на шоуто Take 5. Участва в 20-тото издание на британското реалити шоу I'm a Celebrity... Get Me Out of Here!, което печели на 4 декември 2020 г.

### Писателска дейност
Писателската кариера на Флетчър започва с непубликуван сатиричен проект, озаглавен Dating McFly is for Dummies. Преди да стане писателка, тя пише за няколко списания, включително за английското списание Heat, където пише рецензии на книги и е копирайтър за техния уебсайт, и е стажантка в британското момичешко списание Bliss. Има опит и в списание Recognize и води редовен блог на уебсайта на британското седмично списание Hello!
Благодарение на работата си в блогове и чрез рецензиите на книги тя общува с автори и лица от литературния свят на литературни събития. На едно от тези събития разговаря с романистката Дороти Кумсън и именно това я вдъхновява да започне да пише своя книга. Дебютният ѝ роман „Били и аз“ (Billy and Me) е публикуван през май 2013 г. и е последван от романите „Ти си този, когото искам“ (You're the One That I Want) през май 2014 г., „Мечтай си за малка мечта“ (Dream a Little Dream) през юни 2015 г. и „Винаги с любов“ (Always with Love) през юни 2016 г.  През 2017 г. публикува първата си нехудожествена книга – „Щастлива майка, щастливо бебе: моите приключения с майчинството“ (Happy Mum, Happy Baby: My Adventures in Motherhood), а по-късно същата година издава петия си роман „Нещо прекрасно“ (Some Kind of Wonderful). 

### Музика
Флетчър пее в няколко видеоклипа по Ютюб на канала на съпруга ѝ Том. Изпълнява дуетни кавъри в поредицата с песни Me & Mrs F, включваща парчетата How Do You Like Your Eggs In the Morning?, It Ain't Me Babe, L-O-V-E, You Really Got a Hold on Me, Moon River, Love Is on the Radio и Tonight You Belong to Me. Повечето от тези кавъри имат над половин милион гледания всяка, като Love Is on the Radio има 1,8 млн. гледания за 3 години. 

### Подкастове
Флетчър води подкаст за родителство „Щастлива майка, щастливо бебе“ (Happy Mum, Happy Baby). Той привлича национално внимание, когато в него Кейт Мидълтън говори за собствения си опит с майчинството.  Също така Флетчър води подкаста на турне през 2019 г. с гости като английската актриса Хелън Фланаган, английската актриса и инфлуенсърка Джема Аткинсън, английската журналистка Брайони Гордън, английската певица Джамелия и др.
През 2021 г. Флетчър започва да води поредица от шест части Journey to the Magic... – официален подкаст на Уолт Дински Травъл Компъни.

## Личен живот
На 18 април 2011 г. Флетчър се сгодява за Том Флетчър – певец на английската поп група McFly. Двама сключват брак на 13 май 2012 г. На 13 март 2014 г. се ражда синът им Бъз Микеланджело Флетчър.  На 16 февруари 2016 г. се ражда вторият им син Бъди Боб Флетчър, а на 24 август 2018 г. – третият им син Макс Марио Флетчър.

## Литературно творчество

### Художествени произведения

#### Серии
Серия „Били и аз“ (Billy and Me)
1. Billy and Me (2013)
2. Always With Love (2016)

- 1.5. Christmas with Billy and Me (2014) – повест

Серия „Мечтай си малка мечта“ (Dream a Little Dream)
1. Dream a Little Dream (2015)

- 1.5. Dream a Little Christmas Dream (2015) – повест

Серия „Навечерие на човека“ (Eve of Man)
1. Eve of Man (2018)
2. The Eve Illusion (2020)

#### Самостоятелни произведения
- You're the One That I Want (2014)
- Some Kind of Wodnerful (2017)
- Walking on Sunshine (2021)

### Документални произведения
- Happy Mum, Happy Baby: My Adventures in Motherhood (2017)
- Letters on Motherhood (2020)